# Padaung
Padaung är en kommun i Myanmar.   Den ligger i regionen Bagoregionen, i den sydvästra delen av landet, 170 km sydväst om huvudstaden Naypyidaw. Antalet invånare är 136 322.